# Boudou
Boudou é uma comuna francesa na região administrativa de Occitânia, no departamento de Tarn-et-Garonne. Estende-se por uma área de 12,3 km². Em 2010 a comuna tinha 759 habitantes (densidade: 61,7 hab./km²).